# Vrgorac
Vrgorac (deutsch veraltet Vergoraz oder Wergoratz) ist eine Stadt und eine Gemeinde in Kroatien. Sie liegt zwischen der Gemeinde Imotski und dem fruchtbaren Neretvadelta. Nach der Volkszählung von 2011 hat die Gemeinde Vrgorac 6572, die Stadt 2039 Einwohner.

## Geografie
Vrgorac befindet sich im dalmatischen Hinterland direkt hinter dem Bergmassiv Biokovo und gehört zur Gespanschaft Split-Dalmatien (kroatisch Splitsko-dalmatinska županija). Die Stadt ist über die Staatsstraße D62 und die spektakuläre  Panoramastraße D512 mit Makarska verbunden (Entfernung: 36 Kilometer). Split ist 98, Mostar 50 Kilometer entfernt. Vrgorac liegt auf einem Bergsattel am Rande des fruchtbaren Vrgoračko Polje.

## Wirtschaft
In der Nähe von Vrgorac befindet sich das größte Asphaltbergwerk Europas.
Das Vrgoračko Polje ist ein bedeutendes Weinbaugebiet.

## Geschichte
Der alte Name Vrhgorac deutet auf die Lage der Stadt auf einem Berg hin. Vrgorac wurde mit der Herzegowina 1483 Teil des Osmanischen Reichs. Im November 1690 wurde es von den Venezianern erobert und Dalmatien angegliedert, dessen Schicksal es fortan teilte.
Während des Zweiten Weltkriegs (1942) verübten serbische Freischärler, sogenannte Tschetniks, in zu Vrgorac gehörenden Ortschaften das Massaker im Zabiokovlje. Dabei wurden 141 bis 147 kroatische Zivilisten getötet sowie 702 Häuser geplündert und niedergebrannt. Unter den Ermordeten befanden sich Geistliche, Frauen und Kinder.

## Sehenswürdigkeiten
An der Pfarrkirche Mariä Verkündigung beginnt ein Weg der hinauf zur Ruine der aus dem Mittelalter stammenden und später von den Osmanen ausgebauten Burg führt. Im Ort selbst gibt es noch sieben türkische Wehrtürme. In der Umgebung der Stadt kann man Grabsteine der Bogomilen finden.

## Galerie

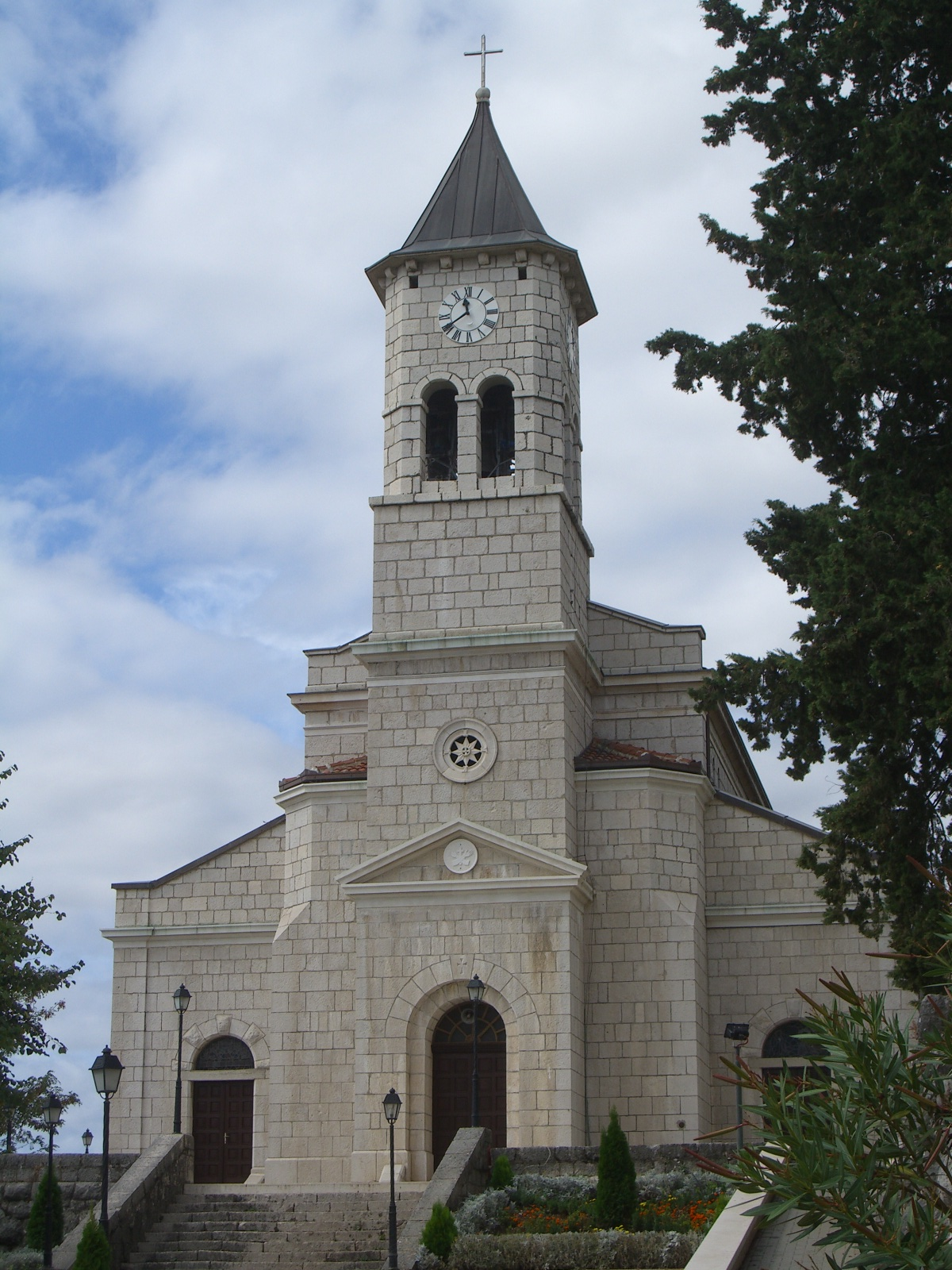
Kirche Mariä Verkündigung
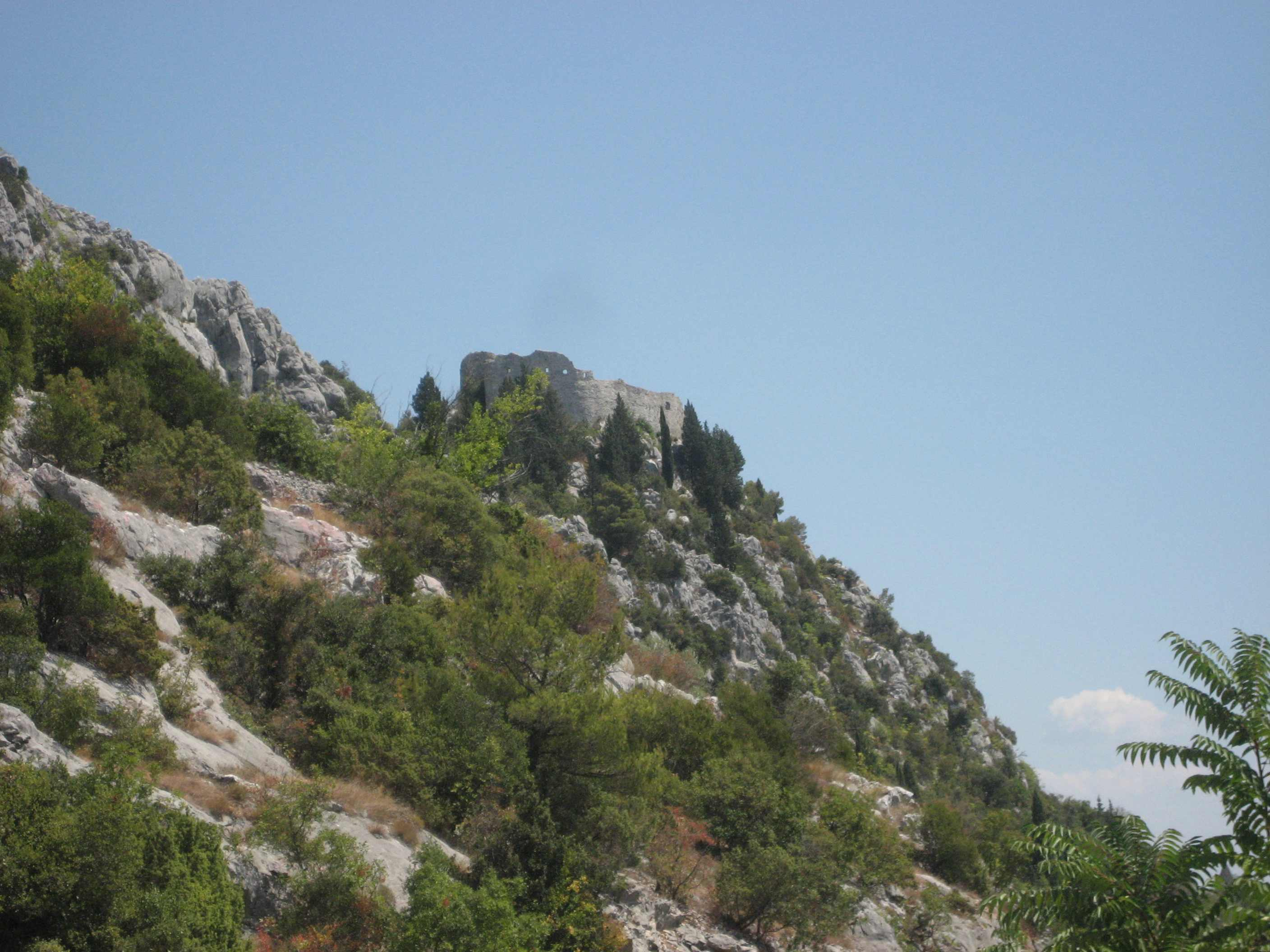
Burgruine
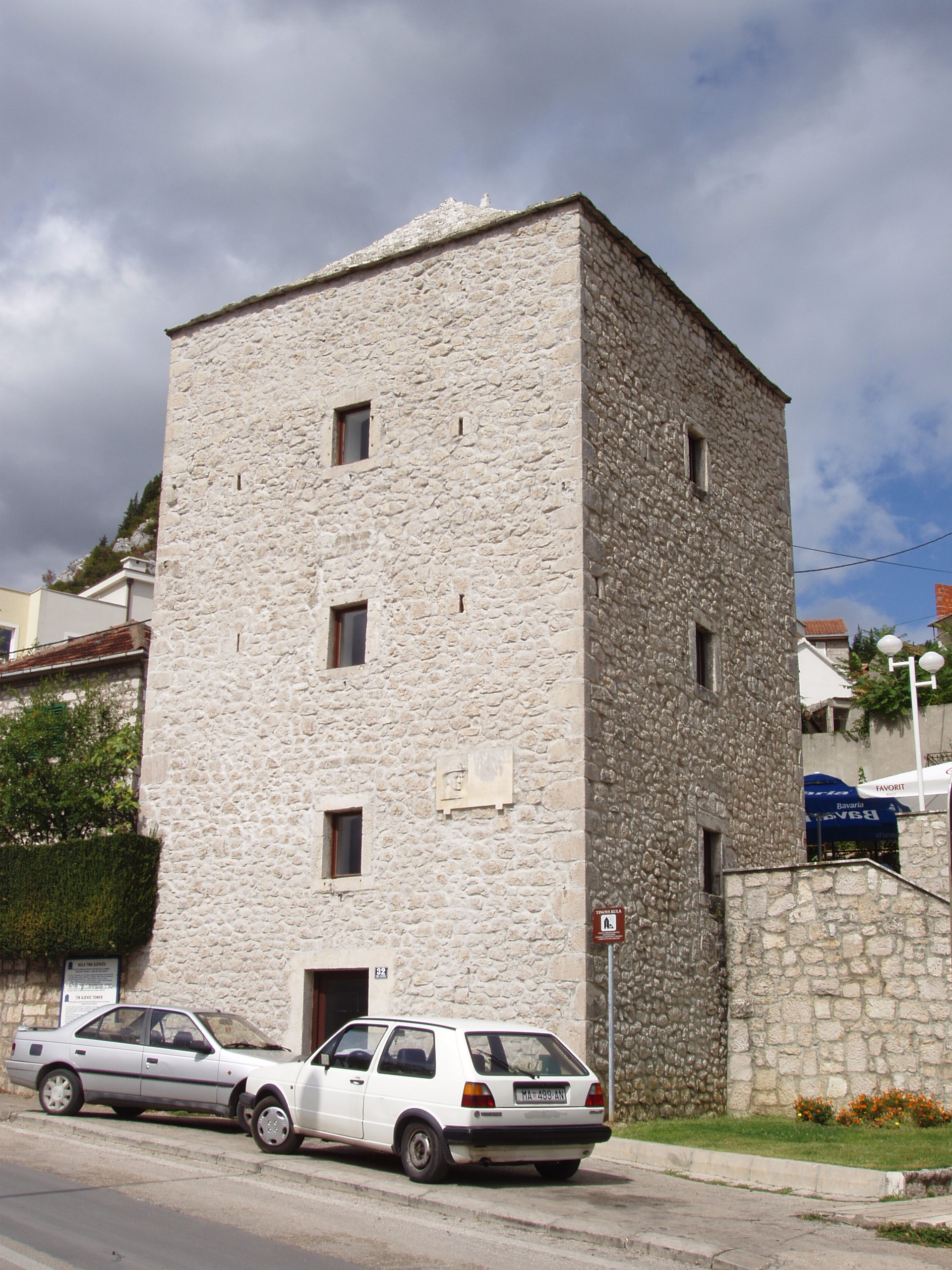
Dizdarević-Turm

## Persönlichkeiten
- Tin Ujević (1891–1955), Dichter
- Nikola Vujčić (* 1978), Basketballspieler
- Adam Mitchell (* 1996), neuseeländisch-kroatischer Fußballspieler